# L'Avenir (schip, 1908)
L'Avenir (De Toekomst) was een schip van de Belgische Zeevaartvereniging ASMAR (Association Maritime). Het werd te water gelaten op 2 mei 1908. In maart 1938 verging het viermaster-schoolschip onder Duitse vlag onder de naam Admiral Karpfanger, waarschijnlijk ergens ten zuidoosten van Nieuw-Zeeland, op weg naar Kaap Hoorn. Hoewel de exacte toedracht nooit is achterhaald, kan worden aangenomen dat het schip in het diepe zuiden van de Grote Oceaan is vergaan, door zwaar weer of vanwege een botsing met een ijsberg. Dit is echter nooit bewezen, noch werd, afgezien van een deurfragment en een reddingsboei, ooit enig spoor van het schip teruggevonden. 

## Geschiedenis
Na de scheepsramp op 19 april 1906 waarbij de in 1904 gebouwde Comte de Smet de Naeyer verging en die 33 scheepslieden het leven kostte, werd besloten een nieuw schip te bouwen met de nodige veiligheidsmaatregelen. L'Avenir werd zo het tweede schoolschip van de zeevaartvereniging. Het stalen schip werd gebouwd op de scheepswerf van Rickmers Reismuhler Rhederei und Schiffenbau, A.G. in Bremen. De bouw kostte 1.001.079,82 Bfr.
Tussen 1908 en 1932 maakte het schip vierentwintig reizen, waaronder tussen 1915 en 1919 drie wereldreizen. In onder meer Argentinië, Florida, en Australië diende het als reizende tentoonstelling ter promotie van de internationale handel.
Het schoolschip had drie even hoge masten en een kortere bezaanmast met fok- en grootzeil. De drie grotere masten hadden elk 6 rijen onderliggende dwarsra's. Vooraan aan de lange boegspriet waren drie achter elkaar hangende fokkezeilen. Alle Belgische schoolschepen waren wit van romp en opbouw.
Het schip liep tot 15 knopen, sneller dan veel stoomschepen in die tijd. Tijdens de 24 jaar dat het schip onder Belgische vlag voer, maakte het evenveel reizen. Gezag over het schip wijzigde elke twee jaar, en kende zodoende 12 gezagsperiodes onder 11 commandanten. De Antwerpse commandant Julius Meulemeester (voormalig cadet ten tijde van de scheepsramp van Comte de Smet de Naeyer en later havenkapitein in Antwerpen ) voerde twee periodes het commando over het schoolschip.
Na de laatste reis naar Tampa liep het schip nabij de Bahama's aan de grond onder commando van Cmdt. Van De Sande in de Bahama's. Water en zelfs een deel van de lading (beton en fosfor) werd overboord gezet, maar tevergeefs. L'Avenir kon echter, met de hulp van een sleepboot, later toch naar Key West worden gesleept waar, na reparatie aan het achterschip, de reis naar Delfzyl hervat kon worden. Cmdt Van De Sande werd later over de hele lijn vrijgesproken, voerde nog vier jaar het bevel over het schip op evenveel reizen, en vervolgde later zijn carrière op de opvolger van L'Avenir, Mercator. 
Na de laatste reis werd, in april 1932 L'Avenir aan de Finse reder Erikson verkocht voor de som van 348.111,35 Bfr.
Toen werd Mercator op stapel gezet.
Tot 1937 voer het onder Finse vlag, nog altijd als L'Avenir. Op 6 augustus 1937 werd het schip verkocht aan de Duitse rederij Hamburg America Line.
18 september 1937 vertrok het uit Hamburg voor een reis naar Australië onder de naam 'Admiral Karpfanger', en op 1 maart 1938 gaf het voor de laatste keer zijn positie door. Van het schoolschip werd niets meer teruggevonden dan wrakhout.

## Veiligheidsmaatregelen

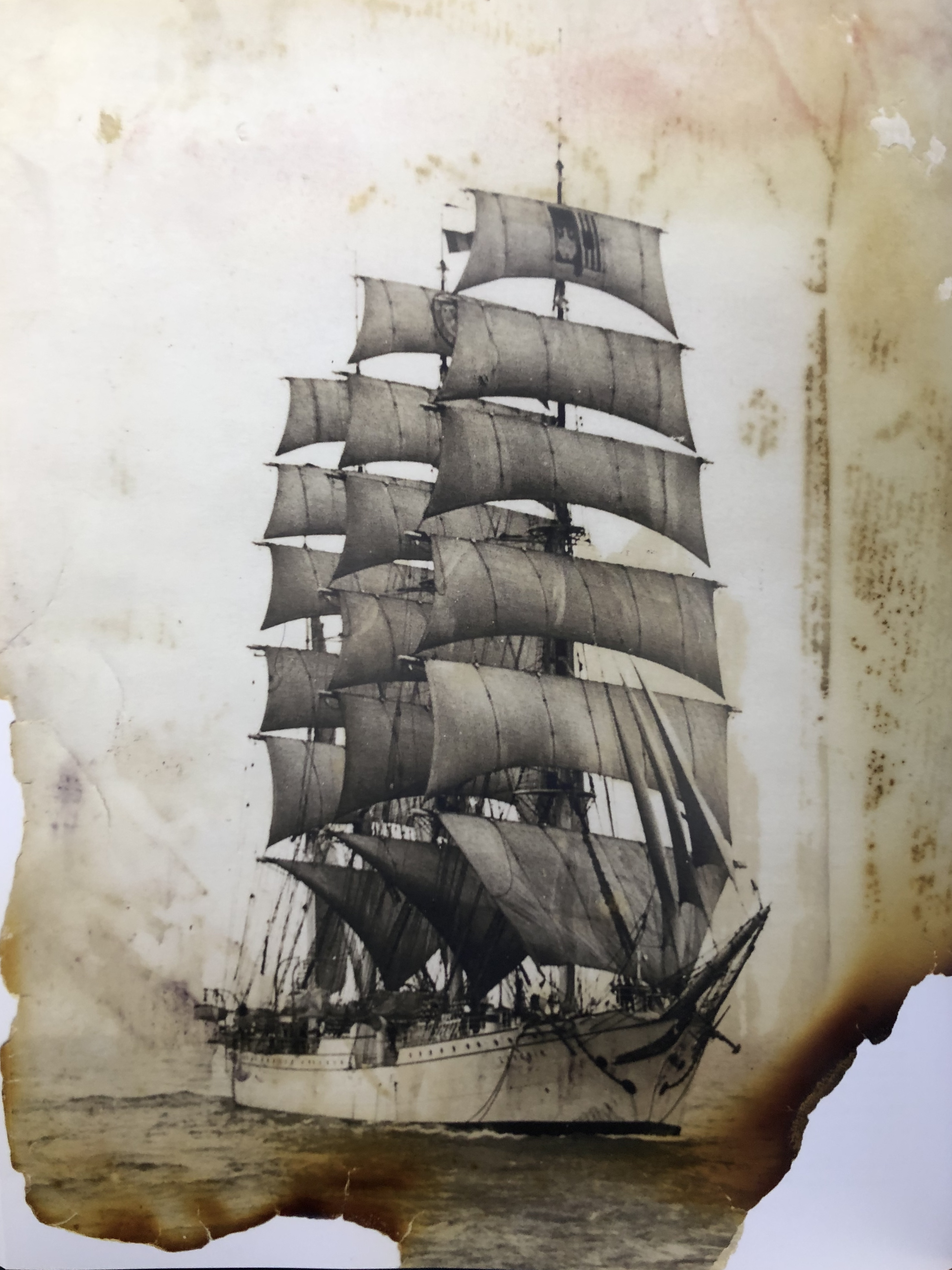
Foto uit het familiearchief van de Familie Meulemeester

- Het schip had een dubbele bodem zodat de romp moeilijker door kon breken of lek kon slaan.
- Het ruim kon ingedeeld worden in vijf afzonderlijke compartimenten om bij lekkage de vier andere ruimten vlottend te houden.
- Het was het eerste zeilschip met een radio-installatie aan boord.

## Commandanten
Gedurende haar Belgische vaart, kende het schip de volgende commandanten:
- 1908 tot 1912 Commandant E. Zander
- 1912 tot 1913 Commandant H. Jacobs
- 1913 tot 1914 Commandant E. Cornelis
- 1915 tot 1916 Commandant E. Audenaerde
- 1916 tot 1919 Commandant A. Lauwereins
- 1919 Commandant D. Williams
- 1919 Commandant S. Gonthier
- 1919 tot 1920 Commandant Julius Meulemeester
- 1921 tot 1924 Commandant W. Wenmaeckers
- 1924 tot 1925 Commandant Julius Meulemeester
- 1925 tot 1926 Commandant Julius Meulemeester & Commandant O. Lemaître (vanwege ziekte heeft Cdt. Meulemeester de heenreis het commando overgenomen.
- 1927 tot 1932 Commandant Remy Van de Sande

### Reizen
1. 20/8/1908 - 30/05/1909: Cdt Zander: Antwerpen - Funchal - Rio de Janeiro - Port Natal - Adelaide - Wallaroo - Falmouth - Antwerpen
2. 07/08/1909 - 08/01/1911: Cat Zander: Antwerpen - Funchal - Montevideo - Adelaide - Newcastle - Honolulu - San Francisco - Port Costa - San Francisco - Sunderland
3. 09/09/1911 - 30/09/1911: Cdt. Zander: Sunderland - Montevideo - Falmouth - Port Talbot
4. 04/10/1911 - 19/04/1912: Cdt. Zander: Port Talbot - Antofagasta - Antwerpen
5. 10/07/1912 - 30/06/1913: Cdt. Cornellie Antwerpen - Frederickstad - Melbourne - Queenstown - Falmouth - Le Havre - Gent - Antwerpen
6. 26/07/1913 - 4/06/1915: Cdt. Cornellie Antwerpen - Frederikstad - Porte Grande - Melbourne - Ste Hélène - Falmouth - Le Havre
7. 4/06/1915 - 22/09/1916: Cdt. Lauwereins Le Havre - New York - Melbourne - Durban - Falmouth - Liverpool - Birkenhead
8. 21/12/1916 - 7/01/1918: Cdt. Lauwereins Queenstown - New York - Melbourne - Seattle
9. 22/04/1918 - 8/02/1919: Cdt. Lauwereins Seattle - Manille - Hong-Kong - San Francisco
10. 5/06/1919 - 26/11/1919: Cdt. Williams San Francisco - Bahia de Todos os Santos - Ipswich - Antwerpen
11. 11/03/1920 - 5/10/1920: Cdt. Meulemeester Antwerpen - Bahia Blanca - Hull - Antwerpen
12. 23/03/1921 - 14/10/1921: Cdt. Wenmaekers Antwerpen - Buenos-Aires - Hull - Antwerpen
13. 28/03/1922 - 1/10/1922: Cdt. Wenmaekers Antwerpen - Buenos-Aires - Antwerpen
14. 10/01/1923 - 26/04/1924: Cdt. Wenmaekers Antwerpen - Fremantle - Bunbury - Durban - Antwerpen
15. 7/08/1924 - 6/12/1924: Cdt. Wenmaekers Antwerpen - Tampa - Antwerpen
16. 12/02/1925 - 5/07/1925: Cdt. Meulemeester Antwerpen - Tampa - Antwerpen
17. 10/10/1925 - 1/09/1926: Cdt. Lemaitre Antwerpen - Dakar - Melbourne - Geelong - Falmouth - Le Havre
18. 19/12/1926 - 22/06/1927: Cdt. Meulemeester (heen) & Commandant O. Lemaître (terug) Le Havre - Buenos-Aires - Antwerpen
19. 18/09/1927 - 8/04/1928: Cdt. Vande Sande Antwerpen - Tampa - Key West - Charleston - Delfzyl - Antwerpen
20. 3/11/1928 - 6/04/1929: Cdt. Vande Sande Antwerpen - Fort de France - Tampa - Pernis - Antwerpen
21. 16/6/1929 - 18/11/1929: Cdt Vande Sande Antwerpen - Charleston - Fernandina - Malmö - Helsinborg - Antwerpen
22. 11/03/1930 - 8/08/1930: Cdt Vande Sande Antwerpen - Buenos-Aires - Antwerpen
23. 25/10/1930 - 23/04/1931: Cdt Vande Sande Antwerpen - Fort de France - La Guaira - Puerto Cabello - Fernandina - Gent - Antwerpen
24. 18/08/1931 - 30/03/1932: Cdt Vande Sande Antwerpen - Casablanca - Funchal - Ténériffe - St Vincent - Dakar - St Vincent - Bridgetown - Fort de France - Basse Terre - Fort de France - Fernandina - Queenstown - Gent